# Armando Ortolano
Armando Ortolano (Torino, 6 ottobre 1921 – Torino, maggio 2010) è stato un calciatore italiano, di ruolo centrocampista.

## Caratteristiche tecniche
Giocava come mediano.

## Carriera
Inizia la carriera giocando in Serie C: nella stagione 1941-1942 veste la maglia del Varazze, mentre nella stagione successiva milita nella Saviglianese, con cui dopo la fine della Seconda guerra mondiale gioca anche la stagione 1945-1946, sempre in Serie C. Nella stagione 1947-1948 gioca nel Cesena, con cui segna 2 reti in 29 presenze in Serie B.
Nella stagione 1950-1951 gioca in Serie C con il Piombino (con cui aveva già giocato nella stagione precedente), contribuendo così alla prima storica promozione in Serie B dei toscani, con cui nella stagione 1951-1952 esordisce in seconda serie giocando 30 partite. L'anno successivo segna invece 2 reti in 22 incontri. Milita poi nella Fossanese, con cui gioca tre campionati (tra loro non consecutivi) in IV Serie, per complessive 55 presenze e 3 reti con la maglia del club piemontese.
In carriera ha giocato complessivamente 52 partite in Serie B, categoria in cui ha anche segnato 2 reti.

## Palmarès

### Club

#### Competizioni nazionali
- Serie C: 1

Piombino: 1950-1951